# Рамаданська лихоманка
Рамаданська лихоманка (англ. Ramadan Rush) — періоду, коли заможні туристи з країн Близького Сходу приїжджають до великих міст (наприклад, Лондона) перед або під час Рамадану, що призводить до сплеску активності в магазинах розкішних товарів, готелях тощо. Термін був вперше створений у 2011 році британськими медіа та прийнятий сектором роздрібної торгівлі, оскільки стало помітно, що Велика Британія приваблює величезну кількість заможних відвідувачів з Близького Сходу приблизно під час Рамадану, який цього року припав на 1 серпня.
У 2012 році New West End Company, керуюча компанія роздрібної торгівлі на Оксфорд-стріт, Бонд-стріт і Ріджент-стріт, пояснила, що «Рамаданська лихоманка — це тотальне явище… Для нас (Великої Британії) це коштує мільйони — минулого року близько 120 мільйонів фунтів стерлінгів було витрачено відвідувачами з Близького Сходу під час передрамаданського ажіотажу, але цей показник зростає з кожним роком. Ми очікуємо, що цього року (2013) вона зросте на десять відсотків». Багато роздрібних торговців Bond Street і Mayfair обслуговували своїх покупців елітних магазинів, відкривши пізніше, найнявши арабомовний персонал і надавши послуги з відшкодування податків, зокрема Global Blue і Premier Tax Free.
Оскільки дати Рамадану щороку змінюються, термін «Рамаданська лихоманка» також асоціюється з терміном «Сезон суперкарів», який відбувається в липні та серпні, коли до Великої Британії прибуваютьзаможні громадяни Близького Сходу, щоб уникнути спеки країн Перської затоки, беручи із собою свої суперкари.